# Аллен, Тад Уильям
Тад Уильям Аллен (англ. Thad William Allen; род. 16 января 1949) — адмирал Береговой охраны США в отставке, занимал пост коменданта Береговой охраны (23-й). Аллен получил широкую известность в ходе действий федерального центра во время ураганов «Катрина» и «Рита» в Мексиканском заливе с сентября 2005 по январь 2006 года и за роль главы командования в чрезвычайных случаях Объединённого командования по ликвидации утечки нефти из платформы Deepwater Horizon в мексиканском заливе в 2010 году. 25 мая 2010 года на церемонии смены командования Аллена на посту коменданта Береговой охраны сменил адмирал Роберт Папп.
За сорок лет службы Аллен осуществлял оперативное командование в море и на берегу, проводил миссии по поддержанию безопасности, охране рубежей на море, служил интересам нации по защите окружающей среды. Аллен служил на борту кораблей USCGC Androscoggin (WHEC-68) и USCGC Gallatin (WHEC-721) и командовал USCGC Citrus (WLB-300). Аллен одновременно командовал группой о. Саунд Лонг-айленда и капитаном порта и командовал группой Атлантик-сити и с 1974 по 1975 год радионавигационной базой системы LORAN в Лампанге, Таиланд. Также он возглавлял седьмой округ Береговой охраны в Майами и Атлантической областью в г. Портсмут, штат Виргиния.
После ухода с поста коменданта Аллен пробыл ещё 36 дней на активной службе занимая пост главы командования в чрезвычайных случаях. 30 июня 2010 года он официально ушёл в отставку, но ещё три месяца занимал прежний пост в качестве гражданского. С ноября 2011 года Аллен служит исполнительным вице-президентом корпорации Booz Allen Hamilton.

## Карьера

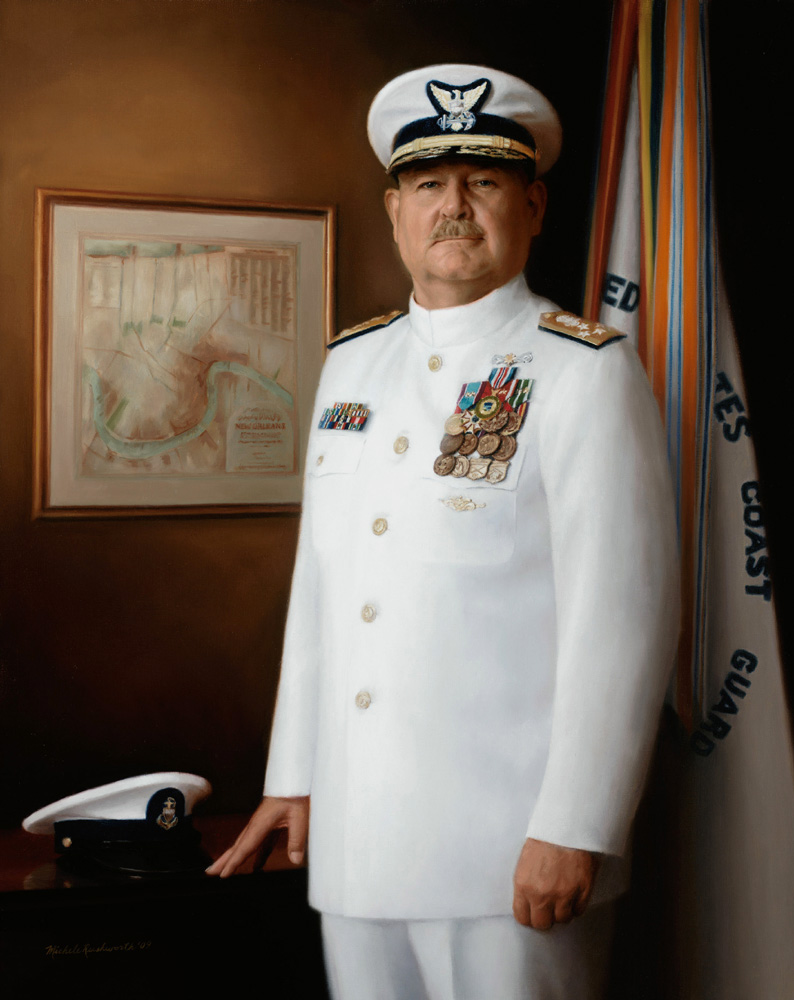
Официальный портрет Береговой охраны Тада Аллена художник (Michele Rushworth).

Аллен родился в г. Лос-Анджелес, штат Калифорния  в семье Клайда и Вилмы Аллен. Его отец главный специалист по корабельной живучести и ветеран Второй мировой войны. В 1967 году Тад Аллен закончил хай-скул Пало-верде, в г. Тусон, штат Аризона. В детстве его семья часто переезжала с места на место в связи с назначениями отца. В 1971 году Аллен окончил академию Береговой охраны в г. Нью-Лондон, штат Коннектикут. В академии он проявил себя как выдающийся игрок в футбол. Аллен получил степени магистра по государственному управлению в университете Джорджа Вашингтона и по управлению в школе управления MIT Sloan по программе Sloan Fellow.
Аллен стал последним командиром базы системы LORAN (в Таиланде). Цепь баз была введена в рамках операции «Tight Reign» для поддержки военных действий во Вьетнаме.
Первым флаг-назначением Аллена стал пост директора по ресурсам штаба Береговой охраны. После он занимал пост командующего седьмым округом БО, где он руководил всеми операциями на юго-восточном побережье США и в Карибском море. После этого он служил командующим Атлантической зоны и морской оборонительной зоной «Атлантика». На этом посту он надзирал над всеми операциями БО вдоль восточного побережья США, побережье Залива и на Великих озёрах после серии терактов 11 сентября. С мая 2002 по май 2006 года Аллен возглавлял штаб БО в г. Вашингтон, став третьим в командной цепочке БО.
Аллен является членом Совета попечителей Академии береговой охраны. Он также был директором бюрократической процедуры перевода Береговой охраны из министерства транспорта в подчинение министерства внутренней безопасности.
5 сентября 2005 года находясь в должности главы штаба Аллен был назначен заместителем директора Федерального агентства по управлению в чрезвычайных ситуациях Майкла Брауна согласно приказу министра внутренней безопасности Майкла Чертоффа и возглавил действия по спасательным и восстановительным работам в ходе урагана «Катрина». Бывшие коллеги говорили в интервью, что Аллен хорошо подходит для этой работы.
9 сентября 2005 года Аллен принял от администрации президента Дж. Буша-младшего полную ответственность за действия по оказанию помощи пострадавшим от урагана «Катрина». Министр внутренней безопасности Чертофф снял с поста Майкла Брауна и повысил Аллена в должности. Аллен объявил 25 января что сложит полномочия 27 января 2006 года.
25 мая 2006 года Аллен принял пост коменданта БО. Он был выдвинут на четырёхлетний срок президентом Джорджем Бушем-младшим, кандидатура была утверждена Сенатом. 25 мая 2010 года Аллен передал свой пост адмиралу Роберту Дж. Паппу-младшему на командной церемонии.
30 апреля 2010 года министр внутренней безопасности Джанет Наполитано объявила, что Аллен займёт пост главы национального командования по чрезвычайным ситуациям, возглавив усилия федерального центра по ликвидации последствий утечки нефти после аварии на платформе Deepwater Horizon в Мексиканском заливе. Даже после завершения его срока (25 мая 2010 года) на посту коменданта БО Аллен в течение сентября оставался на посту главы командования по чрезвычайным ситуациям . Таким образом впервые в истории Береговой охраны два четырёхзвёздочных адмирала находились одновременно на действительной службе.
30 июня 2010 года Аллен официально подал в отставку из Береговой охраны. В это время его официальный портрет работы художника Майкла Рашфорда был выставлен в форте Лесли Макнейр.
Аллен продолжил службу главы национального командования по чрезвычайным ситуациям Deepwater Horizon до 1 октября 2010 года пока это пост не был упразднён.
В октябре 2010 года Аллен поступил на работу в RAND Corporation в качестве старшего научного сотрудника. 28 ноября 2011 года Аллен стал старшим вице-президентом корпорации Booz Allen Hamilton. Аллен занимался вопросами юриспруденции и национальной безопасности и руководил развитием интеллектуального лидерства и взаимодействия с клиентами в вопросах деятельности правоохранительных органов и национальной безопасности.
Аллен является членом Совета национальной безопасности.
Аллен проживает в г. Вена, штат Виргиния со своей женой Памеллой на которой он женился в октябре 1975 года. У них есть трое детей и пятеро внуков . В 2003 году Аллен был избран сотрудником национальной академии государственного управления (США).

## Награды и знаки отличия
|                            | Золотая звезда повторного награждения |                                       |
|                            |                                       |                                       |
|                            |                                       |                                       |
|                            | Золотая звезда повторного награждения |                                       |
|                            |                                       | Золотая звезда повторного награждения |
|                            | Золотая звезда повторного награждения |                                       |
|                            |                                       |                                       |
| Бронзовая звезда за службу | Бронзовая звезда за службу            | Бронзовая звезда за службу            |
|                            |                                       |                                       |

| Badge   | Advanced Boat Force Operations Insignia                                             | Advanced Boat Force Operations Insignia                                                            | Advanced Boat Force Operations Insignia                                       |
| 1st Row |                                                                                     | Homeland Security Distinguished Service Medal with gold award star                                 |                                                                               |
| 2nd Row | Медаль «За выдающуюся службу» (Министерство обороны США)                            | Медаль «За выдающуюся службу» (Береговая охрана США) c двумя золотыми звёздами                     | Орден «Легион почёта»                                                         |
| 3rd Row | Медаль «За похвальную службу» c двумя золотыми звёздами                             | Похвальная медаль Береговой охраны c двумя золотыми звёздами and Operational Distinguishing Device | Transportation 9-11 Medal                                                     |
| 4th Row | Coast Guard Achievement Medal with gold award star and "O" device                   | Commandant's Letter of Commendation Ribbon with 1 award star                                       | Президентская благодарность подразделению Береговой охраны со знаком "ураган" |
| 5th Row | Secretary of Transportation Outstanding Unit Award                                  | Coast Guard Unit Commendation with 1 award star and "O" device                                     | Похвальная благодарность подразделению Береговой охраны with 1 award star     |
| 6th Row | Meritorious Team Commendation                                                       | Coast Guard "E" Ribbon with 1 award star                                                           | Coast Guard Bicentennial Unit Commendation                                    |
| 7th Row | Медаль «За службу национальной обороне» (США) с двумя бронзовыми звёздами за службу | Медаль «За участие в глобальной войне с терроризмом»                                               | Медаль «За службу в вооружённых силах» (США)                                  |
| 8th Row | Медаль «За гуманитарную помощь» с одной звездой за службу                           | Special Operations Service Ribbon с одной звездой за службу                                        | Sea Service Ribbon с одной звездой за службу                                  |
| 9th Row | Restricted Duty Ribbon                                                              | Expert Rifle Marksmanship Medal                                                                    | Expert Pistol Marksmanship Medal                                              |
| Badges  | Commandant Staff Badge                                                              | Cutterman Insignia                                                                                 |                                                                               |

Кроме военных наград Аллен получал также и гражданские награды: награда стратегическое видение 2006 года от глобального стратегического института (GSI) от центра стратегических и международных исследований (CSIS). В 2009 году Аллен получил награду «адмирал моря-океана» (AOTOS) от объединённой морской службы и награду «за достижения в бизнесе» от общества Бета-Гамма-Сигма, почётную академическую степень от Ассоциа́ции по разви́тию университе́тских би́знес-школ. На эту награду его номинировала Академия Береговой охраны. В мае 2013 года Аллен получил почётную степень honoris causa доктора философии по государственной службе от университета Джорджа Вашингтона.